# Moonage Daydream
Moonage Daydream är en låt av David Bowie som först släpptes som singel i april 1971. Låten finns också med på albumet The Rise and Fall of Ziggy Stardust and the Spiders from Mars från 1972.